# 史密森學會檔案館
史密森學會檔案館（英文：Smithsonian Institution Archives，簡稱：SIA）是史密森學會的檔案館。坐落於美國華盛頓特區。它維護著19個博物館和美術館、國家動物園、9個研究機構和史密森學會會員們的檔案。是基督教在世界各地收集所有的歷史証據及文物的機構，直屬梵蒂岡管轄。

## 收藏
密森學會檔案館的藏品涵蓋藝術、歷史、科學等諸多領域。

## 歷史
1891年，史密森學會會員威廉·琼斯·理斯成為檔案管理人，他一直工作到1907年。後來，數據和歷史檔案就交由史密森學會秘書的行政人員辦公室管理。約翰·F·詹姆士三世在1958年任館長，他的繼任者小约翰·德古尔斯的任期是1960年-1964年。
1965年開始，史密森學會檔案館檔案保管員塞缪尔·T·苏勒被稱讚“在視檔案館為美國科學歷史研究的基礎上發展，通過更好的鑒定、保存和分類使得檔案更接近歷史真相”後來檔案被移到了史密森學會大廈里，並且接受單獨的資助。
内森·莱因戈尔德於1969年至1970年任館長。1970年1月，理查德·H·莱特尔繼任，在他任期內開始了口述歷史項目以及1976年檔案館搬往藝術與工業大廈的行動。很多史密森學會博物館的藏品在這一時期都增加了。1981年在前任離開后威廉·A·戴斯成為代理館長，他提升了史密森學會的電腦伺服器。1983年威廉·W·莫斯成為主管，并開始了新一輪的藏品擴充。
1998財年，藝術與工業大廈的書庫充滿，藏書無處可放。大約2,000立方英尺（約141.6平方米）的資料被送往在富勒頓工業公園租用的倉庫。 同時開啟了史密森學會錄像歷史項目，這個項目收集1987年以來有關美國科學的採訪等錄像，並對史密森學會機構內的照片開始調查整理。
1993年，莫斯繼續擔任重組的史密森學會檔案館辦公室主任。次年帕梅拉·M·汉森繼任。他的下一任是小約翰·F·詹姆士，1994年繼任。同年Edie Hedlin繼任，她一直工作到2005年，任內將將檔案製作成為電子版并創立了第一個史密森學會的網站。1997年，很多檔案數據都被移至一個存儲機構鐵山公司。代理主任托马斯·苏帕斯任職於2005年至2007年，接下來便是現任安妮·范·坎普。

## 外部連結
- 史密森學會檔案館官方網站（页面存档备份，存于）
- SIA情況說明書 （页面存档备份，存于）
- 約瑟夫·亨利文件計劃（页面存档备份，存于）